# Endrosa alpestris
Endrosa alpestris är en fjärilsart som beskrevs av Philipp Christoph Zeller 1865. Endrosa alpestris ingår i släktet Endrosa och familjen björnspinnare. Inga underarter finns listade i Catalogue of Life.